# Ткалич, Полина Андреевна
Полина Андреевна Ткалич (в девичестве — Миллер; род. 9 июня 2000, Барнаул) — российская легкоатлетка, специализирующаяся в спринте. Трёхратная чемпионка России (2018, 2020, 2021) в беге на 400 метров. Чемпионка России в помещении 2022 года. Серебряный призёр Всемирных военных игр 2019 года. Мастер спорта России международного класса (2020).

## Биография
Родилась 9 июня 2000 года в Барнауле. Тренировалась в барнаульской СШОР № 2 и ГБУ КК «РЦСП по лёгкой атлетике» под руководством Надежды Владимировны Клевцовой. На российских соревнованиях представляет 2 региона — Алтайский и Краснодарский край.
Дебютировала на международной арене в 2017 году на чемпионате Европы среди юниоров в Италии.
В 2017 году получила звание «Мастер спорта России».
В 2018 году на чемпионате России победила в беге на 400 метров. Участница чемпионата Европы 2018 года в Берлине.
В 2020 и 2021 годах вновь становилась чемпионкой России в беге на 400 метров.
Обладательница нескольких рекордов России среди юниоров.
В 2020 году ей было присвоено звание «Мастер спорта России международного класса».
В феврале 2022 года победила на чемпионате России в помещении.
Осенью 2023 года вышла замуж за российского легкоатлета Ярослава Ткалича.
15 июня 2024 года в Казани выиграла Игры стран БРИКС с личным рекордом 50.16 на коронной дистанции 400 м.

## Основные результаты

### Международные
| Год  | Соревнования                   | Место проведения       | Дисциплина | Место   | Результат |
| ---- | ------------------------------ | ---------------------- | ---------- | ------- | --------- |
| 2017 | Чемпионат Европы среди юниоров | Гроссето, Италия       | 200 м      | 12 (пф) | 23,92     |
| 2018 | Чемпионат мира среди юниоров   | Тампере, Финляндия     | 200 м      | 4       | 23,32     |
| 2018 | Чемпионат Европы               | Берлин, Германия       | 400 м      | 11 (пф) | 51,65     |
| 2019 | Чемпионат Европы в помещении   | Глазго, Великобритания | 400 м      | 5 (пф)  | 52,46     |
| 2019 | Чемпионат Европы среди юниоров | Бурос, Швеция          | 400 м      | 1       | 51,72     |
| 2019 | Чемпионат мира                 | Доха, Катар            | 400 м      | 25 (h)  | 51,96     |
| 2019 | Всемирные военные игры         | Ухань, Китай           | 400 м      | 2       | 51,49     |
| 2024 | Игры стран БРИКС               | Казань, Россия         | 400 м      | 1       | 50.16     |

### Национальные
| Год  | Соревнования                 | Место проведения | Дисциплина   | Место | Результат |
| ---- | ---------------------------- | ---------------- | ------------ | ----- | --------- |
| 2017 | Чемпионат России в помещении | Москва           | эст. 4×200 м | 2     | 1:35,02   |
| 2018 | Чемпионат России в помещении | Москва           | 200 м        | 4     | 23,84     |
| 2018 | Чемпионат России             | Казань           | 400 м        | 1     | 51,82     |
| 2018 | Чемпионат России             | Казань           | эст. 4×100 м | 2     | 45,38     |
| 2019 | Чемпионат России в помещении | Москва           | 200 м        | 3     | 23,95     |
| 2020 | Чемпионат России в помещении | Москва           | 400 м        | 2     | 52,39     |
| 2020 | Чемпионат России             | Челябинск        | 400 м        | 1     | 51,51     |
| 2021 | Чемпионат России в помещении | Москва           | 400 м        | 2     | 52,12     |
| 2021 | Чемпионат России             | Чебоксары        | 400 м        | 1     | 50,98     |
| 2022 | Чемпионат России в помещении | Москва           | 400 м        | 1     | 50,82     |